# Vought XF5U Flying Flapjack
Vought XF5U byl jednomístný dvoumotorový experimentální palubní stíhacího letounu z období druhé světové války. Pro námořnictvo Spojených států amerických jej vyvíjela americká společnost Vought. Letoun měl neobvyklou koncepci s drakem ve tvaru vztlakového tělesa (plochého disku). Tato koncepce byla nejprve ověřena na technologickém demonstrátoru Vought V-173. Postaveny byly dva prototypy XF5U. Vývoj letounu byl zrušen v roce 1947. Prototypy XF5U neuskutečnily ani jeden zkušební let. Po ukončení programu byly sešrotovány. Námořnictvo letounu nepřidělilo bojové jméno. Jeho neoficiální přezdívka byla „Flying Pancake“ (létající palačinka).

## Vývoj

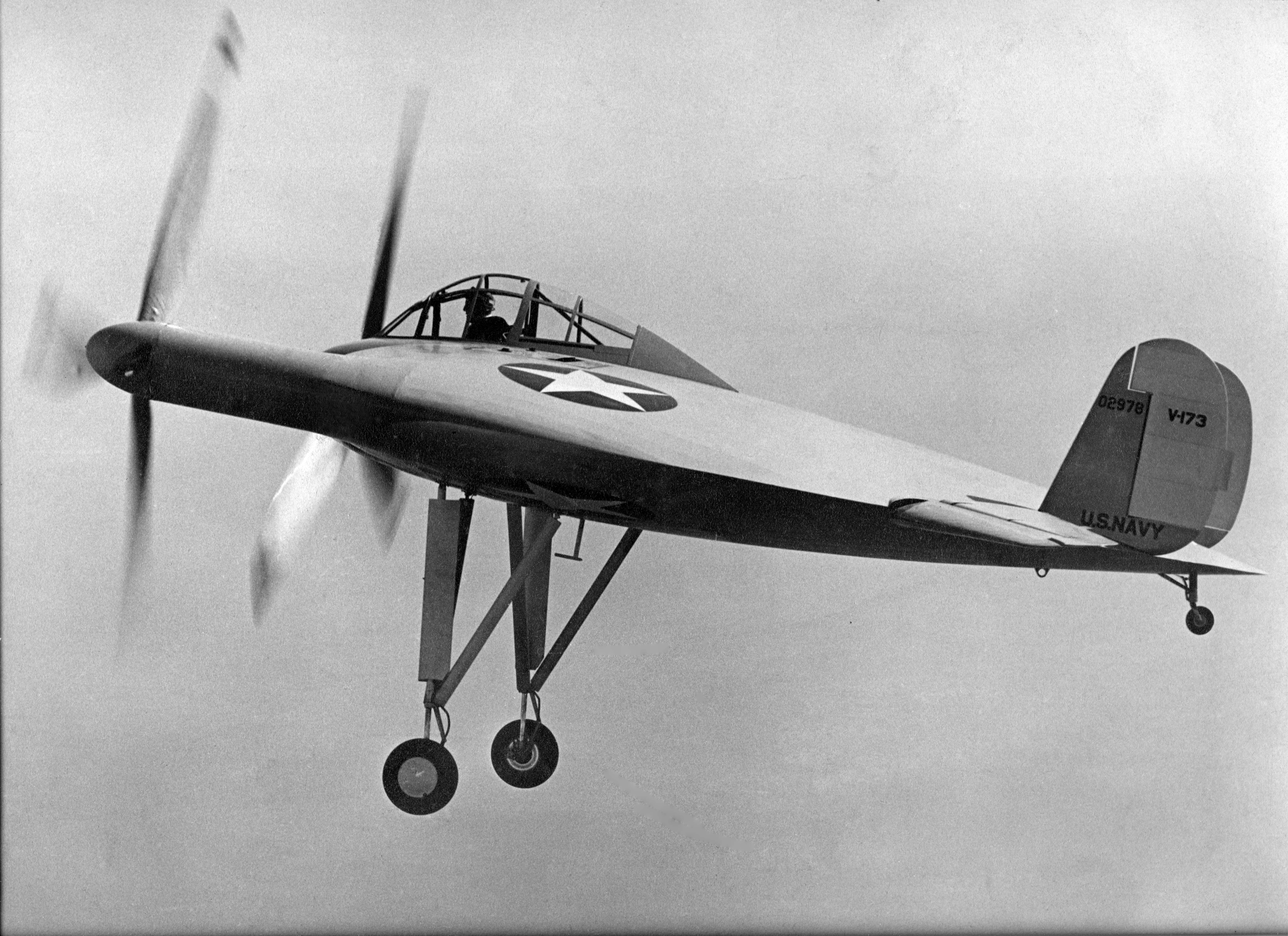
Demonstrátor V-173 za letu

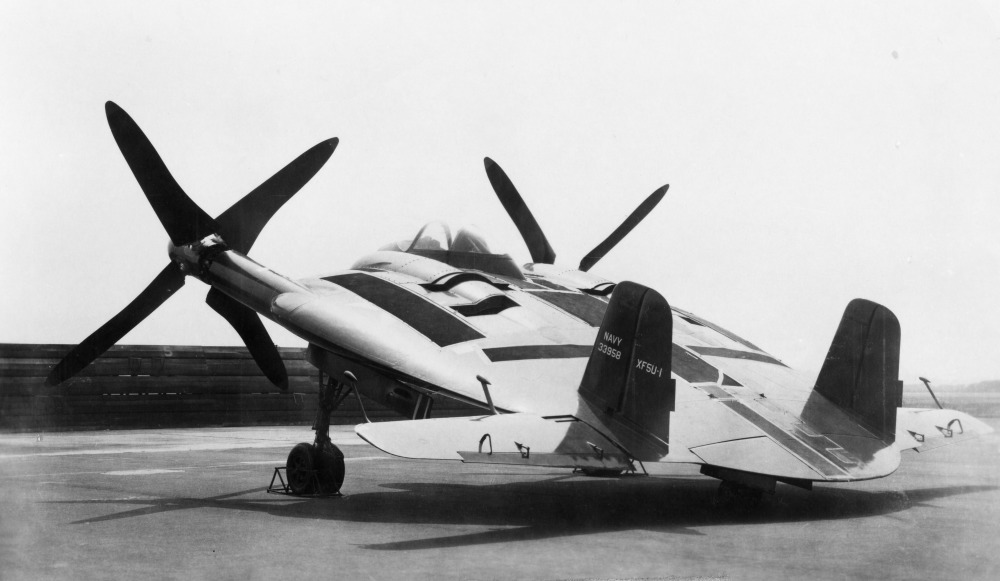
Prototyp Vought XF5U-1

Pracovník americké agentury NACA Charles H. Zimmerman roku 1933 vymyslel koncept letounu s křídlem extrémně malou štíhlostí ve spojení s protiběžnými vrtulemi na jeho koncích. Toto řešení mělo snížit indukovaný odpor vzniklý vířením vzduchu na koncích křídel a mimo jiné letounu poskytnout charakteristiky STOL (krátké vzlety a přistání) a dát mu obrovské rozpětí mezi minimální a maximální rychlostí. Takové vlastnosti by byly výhodné například pro palubní letouny.
Zimmermanovy první návrhy vzbuzovaly nedůvěru, proto roku 1935 postavil model s křídlem o průměru 2,13 metru, jehož motorky však byly nespolehlivé a nelétal. Následně roku 1936 postavil model o rozpětí 51 centimetrů poháněný gumovými provázky. Druhý model byl úspěšný a přesvědčil představitele NACA, aby Zimmerman mohl svůj koncept nabídnout leteckým výrobcům. Roku 1937 uspěl u společnosti Vought, kam z NACA přešel.
U společnosti Vought Zimmerman začal modelem poháněným kabelem napájenými elektromotory. Svou pojetí letounu si navíc patentoval. Zájem projevilo americké námořnitvo, neboť Zimmermanova koncepce mohla vyústit v letoun vhodný pro provoz z letadlových lodí. Pro ověření Zimmermanovy netradiční koncepce na skutečném letounu byl postaven technologický demonstrátor Vought V-173. Oproti pozdějšímu XF5U měl čtvrtinovou velikost a pětinovou hmotnost. Nejprve byl V-173 testován v aerodynamickém tunelu a následně s ním 23. listopadu 1942 zkušební pilot Boone T. Guyton poprvé vzlétl.
Zkoušky technologického demonstrátoru V-173 byly úspěšné, takže byl v září 1941 objednán projekt většího stíhacího letounu s továrním označením VS-315. Následovaly zkoušky v aerodynamickém tunelu, po kterých námořnictvo projevilo zájem o dva prototypy. Vývoj vedli Zimmerman a E. J. Grrenwood. Obtížný byl zejména vývoj pohonného systému s protiběžnými vrtulemi v rozích náběžné hrany.
V červnu 1943 byla dokončena dřevěná maketa letounu, kterou v srpnu 1943 schválil Úřad pro letectví. Smlouvu na dva prototypy označené XF5U-1 námořnictvo oficiálně podepsalo až 15. července 1944. První prototyp byl dokončen v červnu 1945 v továrně ve Stratfordu v Connecticutu. Dne 20. srpna 1945 začaly pozemní zkoušky, přičemž zahájení letových zkoušek bylo plánováno na následující rok. V kabině se střídali zkušební piloti Boone T. Guyton a William Millar. Druhý prototyp měl sloužit ke statickým zkouškám. Vrtule potřebné k letovým zkouškám byly dodány až v roce 1947, což program výrazně zdrželo. Do té doby byly použity vrtule ze stíhacího letounu Vought F4U Corsair. Kromě toho se vyskytly problémy s vibracemi a složitými převodovkami.
Po skončení druhé světové války program ztratil na významu, přičemž mnohem větší potenciál měly turbovrtulové a proudové letouny. Námořnictvo tak o letoun ztratilo zájem a 17. března 1947 program zrušilo. V roce 1948 byly prototypy sešrotovány. Prototyp XF5U-1 tedy nikdy nevzlétl. Pouze technologický demonstrátor V-173 se dochoval v americkém Smithsonově institutu.

## Popis
Byl to celokovový dvoumotorový jednomístný stíhací letoun. Kotra byla z duralu a potah převážně z Metalitu (sendvič balzy a hliníku). Pilot měl k dispozici vystřelovací sedadlo. Trup letadla tvořily dvě poloelipsy, které sloužily jako vztlakové těleso. Na jeho konci byly vodorovné a svislé ocasní plochy, přičemž dvojice výškovek byla i na konci samotného trupu. Uvnitř trupu po stranách pilotní kabiny byly uloženy dva hvězdicové motory Pratt & Whitney R-2000 Twin Wasp, které přes převodovky roztáčely čtyřlisté protiběžné vrtule. Stroj měl záďový zatahovací podvozek. Přistávací hák se vysunoval z horní plochy křídla. Plánovanou výzbroj představovalo šest 12,7mm kulometů M2 Browning se zásobou 400 nábojů na zbraň. Plánována byla varianta, kde by čtyři kulomety nahradily čtyři 20mm kanóny. Pod trupem měly být zavěšeny dvě 454kg pumy.

## Specifikace

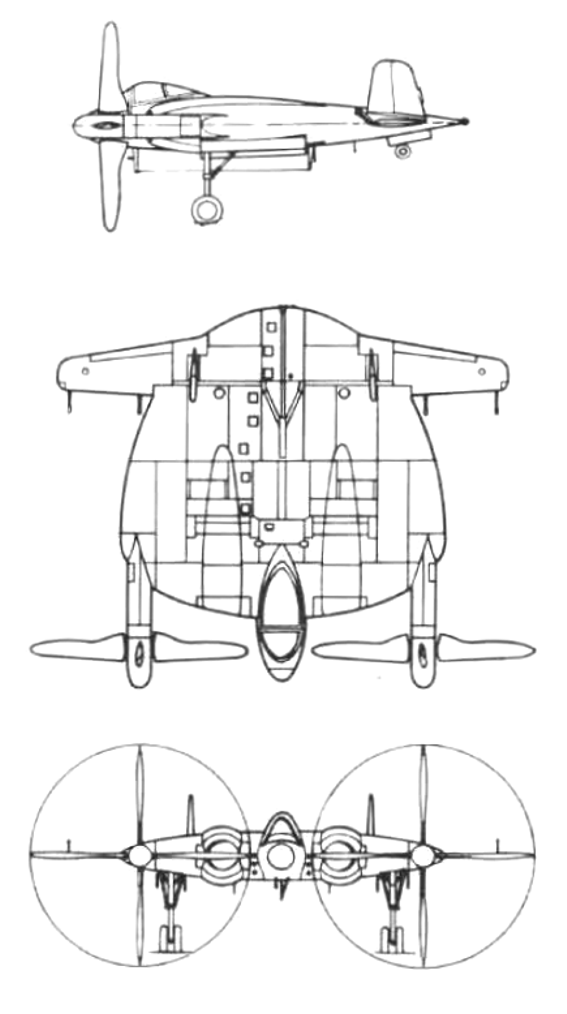

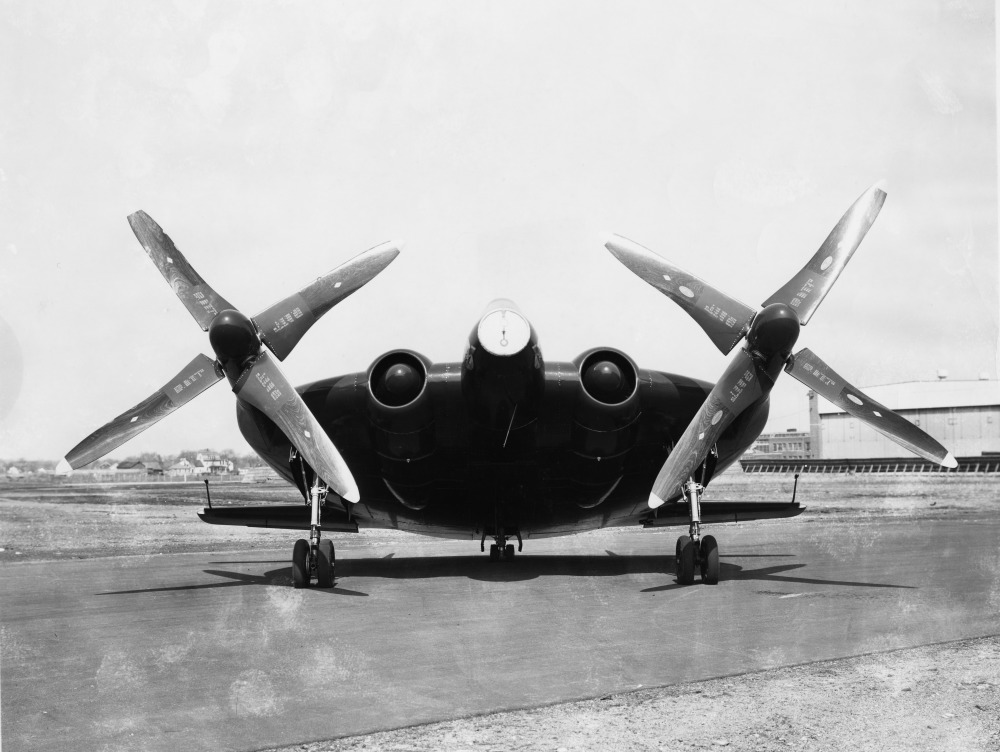
XF5U

### Technické údaje
- Osádka: 1
- Rozpětí: 9,91 m
- Délka: 8,73 m
- Výška: 4,50 m
- Nosná plocha: 44,2 m²
- Plošné zatížení: 172 kg/m²
- Hmotnost prázdného letounu: 5958 kg
- Vzletová hmotnost: 7600 kg
- Maximální vzletová hmotnost: 8533 kg
- Pohonná jednotka:  2 × Pratt & Whitney R-2000-7
  - Výkon motoru: 1 350 hp (1 007 kW)

### Výkony
- Maximální rychlost: 765 km/h ve výšce 8534 m
- Dostup: 10 516 m
- Stoupavost: 219 m/min
- Dolet: 1 703 km

### Výzbroj
- 6× 12,7mm kulomet M2 Browning
- 2× 454 kg pum